# Armée de libération du Soudan

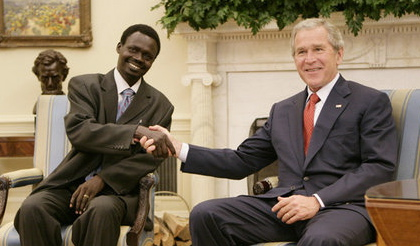
Minni Arkou Minaoui et George W. Bush en juillet 2006.

Pour les articles homonymes, voir Armée de libération et Armée populaire de libération du Soudan.
 (septembre 2008).
Si vous disposez d'ouvrages ou d'articles de référence ou si vous connaissez des sites web de qualité traitant du thème abordé ici, merci de compléter l'article en donnant les références utiles à sa vérifiabilité et en les liant à la section « Notes et références ».
L'Armée de libération du Soudan (ALS) est à sa création, sous le nom de  Darfur Liberation Front, le principal groupe rebelle du Darfour, bras armé du Mouvement de libération du Soudan (MLS). En 2006, le mouvement s'est divisé en deux factions : la faction d'Abdul Wahid al Nur, son fondateur, et la faction Minni Arkou Minaoui, son secrétaire général, selon des lignes ethniques et politiques.

## Histoire
Fondé en 1993 par Abdelwahid Mohamed al-Nour à l'université de Khartoum lors de ses études de droit, le MLS a intégré en 2004 l'Alliance démocratique nationale, aux côtés du Mouvement populaire de libération du Soudan et de son bras armé l'Armée populaire de libération du Soudan, qui agit au Soudan du Sud. 
En août 2008, un Boeing 737 est détourné par des pirates de l'air se réclamant de l'ALS. Abdelwahid al-Nour, néanmoins, dément toute implication du mouvement dans cet acte de piraterie, soutenu en cela par le ministre français des Affaires étrangères, Bernard Kouchner. Al-Nour parle d'une tentative de manipulation de la part de Khartoum. Les pirates ont été détenus en Libye.
Les deux principales factions de l'ALS, celle de Minaoui et de Nour, ont été présentes dans le Sud de la Libye, notamment dans le Fezzan, et se sont toutes deux mises au service du maréchal Khalifa Haftar,.
Au milieu de l'année 2016, les effectifs de la seule branche de Nour pourraient s'élever à 1 500 combattants et se serait engagée comme mercenaire au sein de l'ANL.
L'ALS de la faction de Minni Minnawi (ALS-MM) a pour sa part commencé son déploiement dès mars 2015 dans les zones d'Oubari, al-Waw et al-Wigh. En mars 2016, elle a joué un rôle clé pour s'emparer et protéger les installations pétrolières.
En août 2020, l'ALS et deux autres groupes armés, le Mouvement pour la justice et l'égalité (MJE) et le Mouvement populaire de libération du Soudan - Nord, signent un accord, dit « accord de Djouba », avec le Conseil de souveraineté qui fait fonction de chef de l'État soudanais après le coup d'État de 2019. L'ALS s'engage à participer à la transition démocratique au Soudan de manière pacifique. L'ALS obtient plusieurs places au gouvernement, au parlement national et dans les parlements régionaux. Minni Minnawi est nommé gouverneur du Darfour en mai 2021,.
En octobre 2021, alors que la situation politique est tendue, Minnawi et Gibril Ibrahim du MJE critiquent la répartition des postes au sein des institutions de la transition (Conseil de souveraineté, gouvernement) qu'ils estiment en leur défaveur et demandent une modification de cette répartition. Les deux groupes forment alors une nouvelle alliance politique dit « Forces de la liberté et du changement 2 ».
La lutte pour le pouvoir central entre l'armée régulière et les Forces de soutien rapide (FSR) entre dans une phase armée à partir d'avril 2023. En novembre 2023, Minni Minnawi annonce que l'ALS-MM (tout comme le MJE) va participer aux combats au côté de l'armée soudanaise. L'ALS-MM et le MJE dénoncent des exactions commises par les FSR et des « crimes contre l'humanité ». En mars 2024, Minni Minnawi répète son annonce que l'ALS-MM va combattre aux côtés des forces armées. L'ALS-MM s'engage effectivement dans les combats début mai, en particulier autour d'El Fasher.

## Organisation
Il revendique un État démocratique, libéral, fédéral et laïc dans lequel tous les citoyens seraient égaux quelles que soient leurs convictions religieuses, politiques et leurs traditions culturelles.
Ses combattants, généralement très jeunes, forment une troupe d'environ 10 000 hommes, réputée pour être extrêmement disciplinée. 
Abdelwahid al-Nour est membre de l'ethnie Four. Aujourd'hui réfugié en France, il ne dirige aujourd'hui[Quand ?] qu'une faction minoritaire. Minni Arkou Minaoui est un Zaghawa. Minni Minaoui, secrétaire-général du mouvement avant de faire sécession, de signer l'accord d'Abuja (en) (2004) et d'intégrer le gouvernement de Khartoum.
La plus grande faction est l'ALS-Unité, assez proche du MJE.